# Västerhaninge
Västerhaninge is een plaats in de gemeente Haninge in het landschap Södermanland en de provincie Stockholms län in Zweden. De plaats heeft 14060 inwoners (2005) en een oppervlakte van 916 hectare.

## Verkeer en vervoer
Bij de plaats lopen de Riksväg 73 en Länsväg 257.
De plaats heeft een station aan de spoorlijn Älvsjö - Nynäshamn.

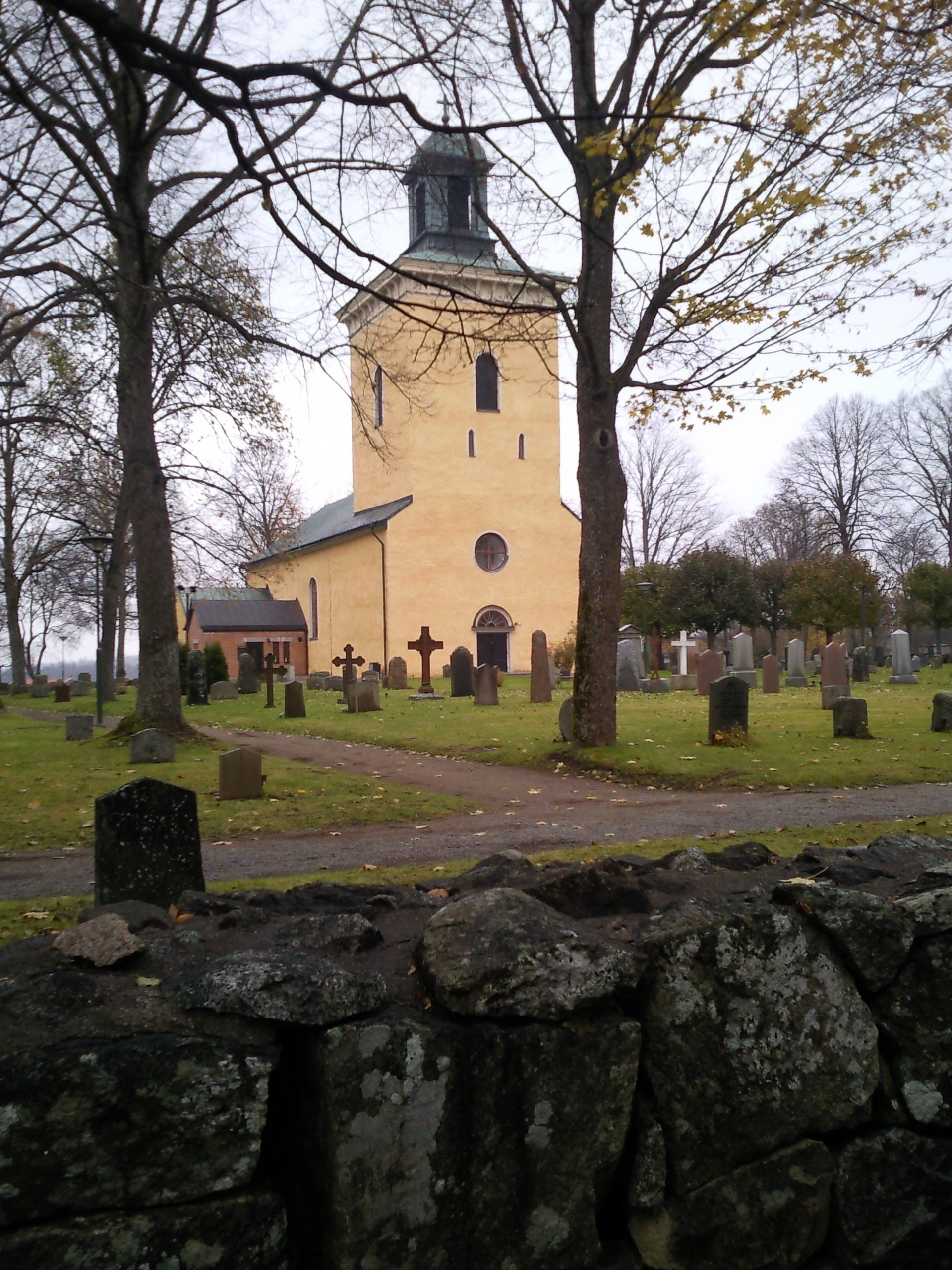
Kerk